# Gibbula saeniensis
Gibbula saeniensis is een uitgestorven slakkensoort uit de familie van de Trochidae. De wetenschappelijke naam van de soort is voor het eerst geldig gepubliceerd in 2003 door Chirli & Micali.